# Wilhelm Schickard

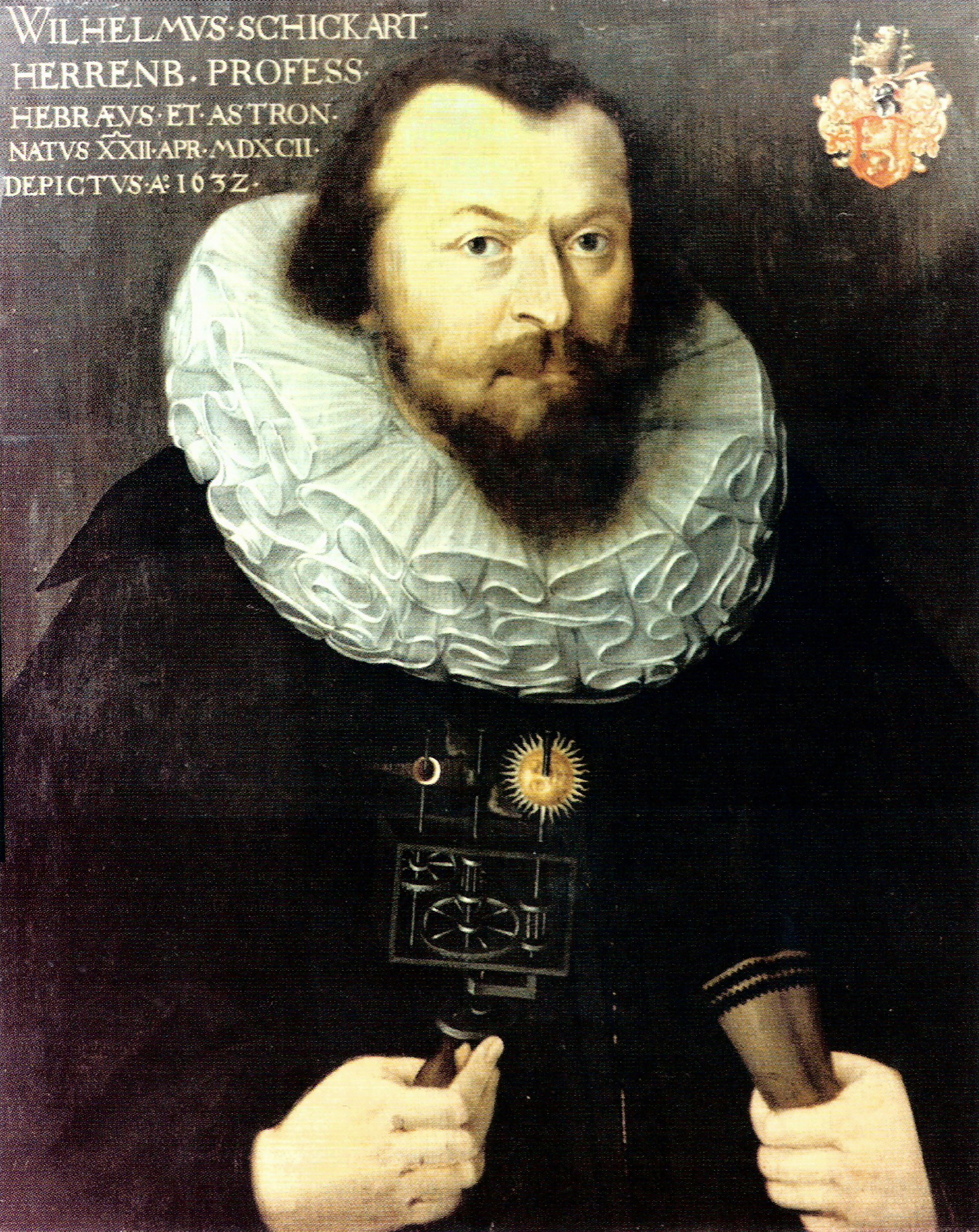
Wilhelm Schickard porträtiert von Conrad Melperger 1632, Bestand der Tübinger Professorengalerie

Wilhelm Schickard (* 22. April 1592 in Herrenberg; † 23. Oktober 1635 in Tübingen) war ein deutscher Astronom, Geodät und Mathematiker und zeitweiliger Mitarbeiter von Johannes Kepler. Er lehrte Hebräisch und Astronomie an der Universität Tübingen und gilt als Erbauer der ersten Rechenmaschine.
Er gebrauchte seinen Namen auch in den Varianten Schickhardt, Schickhart, Schickhard, Schickart, Schickardt und daraus latinisierten Formen.

## Leben
Wilhelm Schickard wurde als Sohn des Schreiners Lucas Schickhardt und der Pfarrerstochter Margarete Gmelin geboren und war der Neffe des Baumeisters Heinrich Schickhardt und von Wilhelm Gmelin. Er besuchte die Klosterschule in Bebenhausen und wurde 1610 in das Tübinger Stift aufgenommen. An der Universität Tübingen erwarb er 1611 den Magistergrad und studierte anschließend Theologie. Ab 1613 war er Vikar an mehreren Orten in Württemberg, bis er 1614 zum Diakon nach Nürtingen berufen wurde. Dort lernte ihn im Jahr 1617 Johannes Kepler kennen, der nach Tübingen gekommen war, um seine Mutter in einem Hexenprozess zu verteidigen. Für Keplers Werk Harmonice mundi schuf er die Kupferstiche und Holzschnitte.
Schickard gehörte in Tübingen zum Freundeskreis des chiliastischen Juristen und Theosophen Tobias Heß. Zu diesem Kreis zählten beispielsweise auch Johann Valentin Andreae, Christoph Besold, Wilhelm Bidembach von Treuenfels, Abraham Hölzel, Thomas Lansius, Samuel Hafenreffer und Johann Jakob Heinlin, der nach Schickards Tod zunächst seine Professur an der Tübinger Universität vertrat.
Im Jahr 1619 wurde er als Professor für Hebräisch an die Universität Tübingen berufen. Bei seiner Lehrtätigkeit suchte er nach einfachen Verfahren, den Schülern das Lernen zu erleichtern. So schuf er die Rota Hebræa, eine Darstellung der hebräischen Konjugation in Form zweier drehbarer Scheiben, die übereinander gelegt werden und die jeweiligen Formen in Fenstern erscheinen lassen. Zum Studium der hebräischen Sprache schuf er das Horologium Hebræum, die hebräische Uhr, ein Lehrbuch des Hebräischen in 24 Kapiteln, die jeweils in einer Stunde zu erlernen waren. Dieses Buch war das bekannteste Buch Schickards und wurde bis zum Jahr 1731 immer wieder neu aufgelegt. Im Jahr 1627 schrieb er ein Lehrbuch zum Erlernen des Hebräischen auf Deutsch, den Hebräischen Trichter.

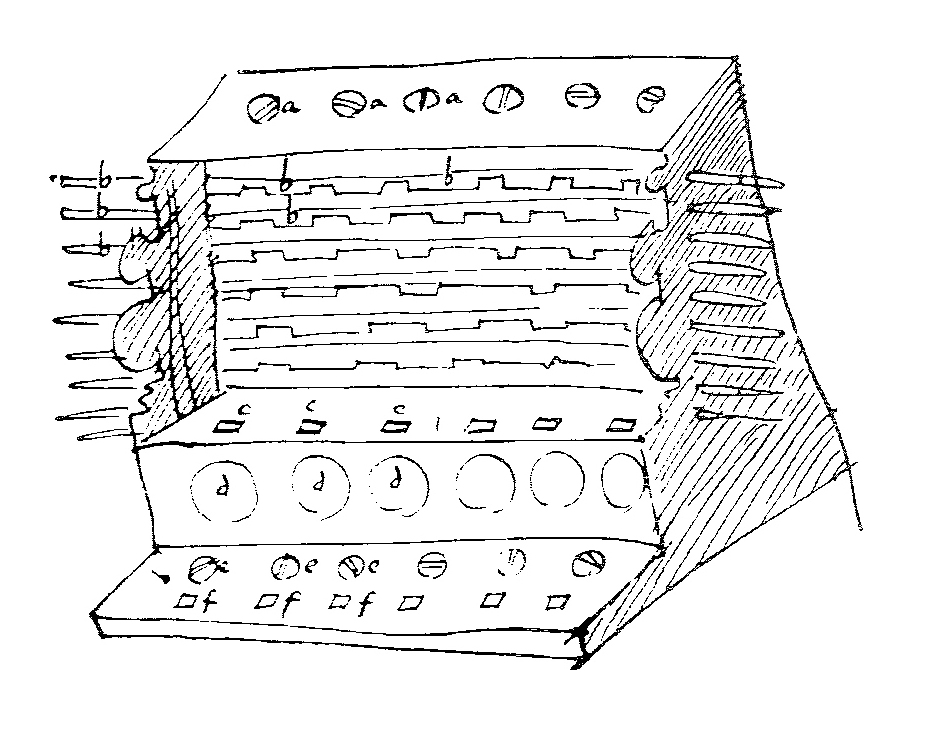
Reproduktion einer eigenhändigen Zeichnung der Rechenmaschine (Brief an Kepler von 1624)

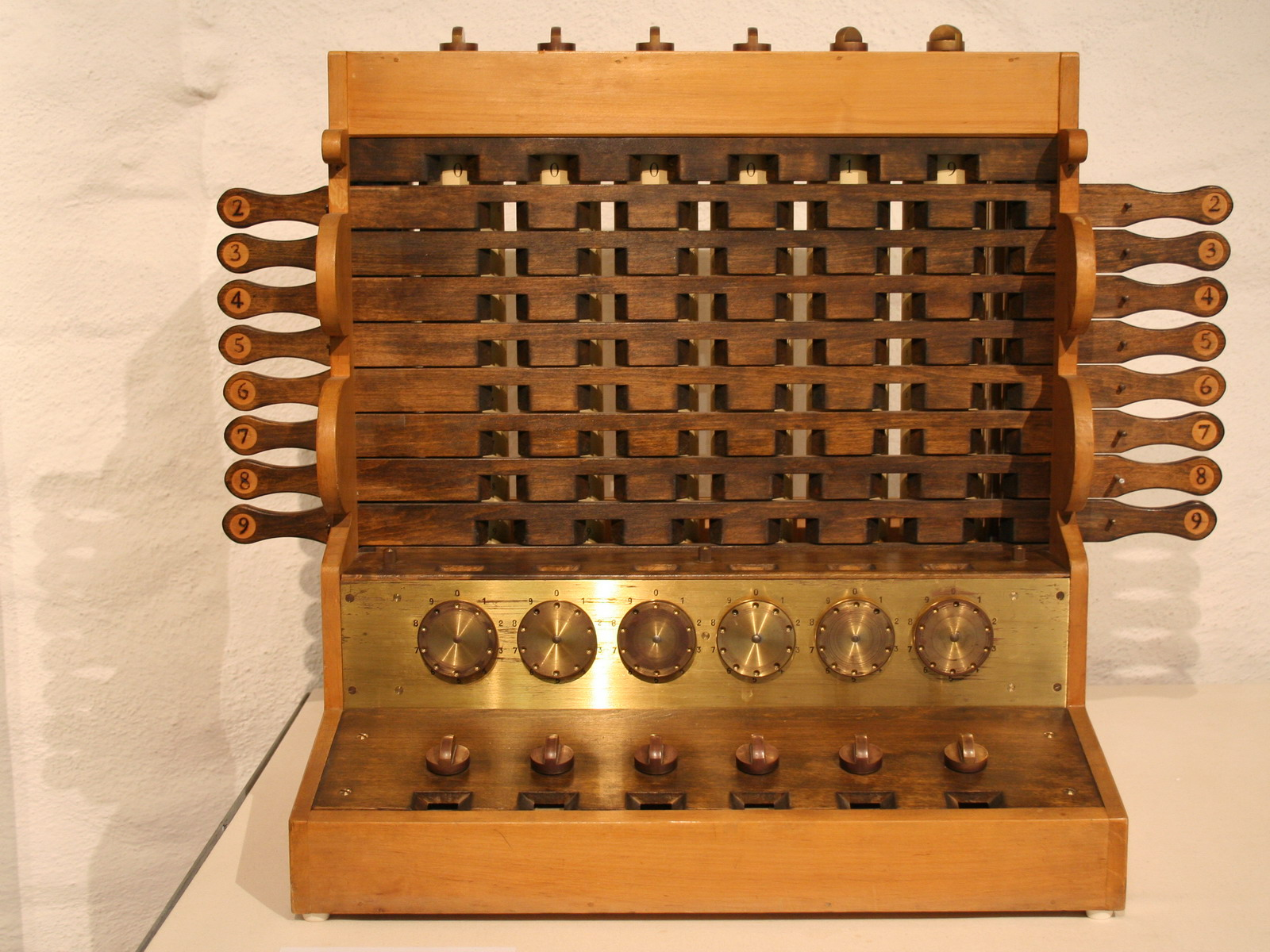
Nachbau der Rechenmaschine von Wilhelm Schickard

Neben seinem Lehramt für Hebräisch beschäftigte er sich mit Astronomie. 1623 erfand er ein Astroscopium, einen aus Papier gefertigten Kegel, in dessen Innerem der Sternenhimmel abgebildet war. Er entwickelte u. a. eine Theorie der Mondbahn, welche die genauesten Ephemeriden seiner Zeit lieferte. Er war der Erste, der Meteorbahnen aus gleichzeitigen Beobachtungen von verschiedenen Standorten bestimmte. Seine grafischen Methoden zur Berechnung von Finsternissen und für Rechnungen im Kopernikanischen System wurden viel benutzt.
Schickard war ein begabter Mechaniker und baute seine Instrumente vielfach selbst – Kepler nannte ihn in einem Brief deshalb auch einen „beidhändigen Philosophen“ (philosophus amphidexios). 1623 baute er die erste Rechenmaschine (von ihm Rechenuhr genannt), um astronomische Rechnungen zu erleichtern. Die Maschine beherrschte das Addieren und Subtrahieren von bis zu sechsstelligen Zahlen, einen „Speicherüberlauf“ signalisierte sie vermutlich durch das Läuten einer Glocke. Um komplexere Berechnungen (Multiplikation, Division) zu ermöglichen, waren Napiersche Rechenstäbchen (auch Nepersche Stäbchen genannt) in Form von Zylindern darauf angebracht, die das kleine Einmaleins zur Unterstützung der Multiplikation auf der Addiermaschine enthielten. Die Konstruktion war bis zum 20. Jahrhundert verloren, und erst 1960 wurde eine funktionierende Replik hergestellt. Hinweise auf die Maschine samt Zeichnungen von Schickard fanden sich im Nachlass von Kepler (Schickard versprach Kepler ein Exemplar, das aber durch Feuer vernichtet wurde) und auch im Nachlass von Schickard selbst. Schickard kannte die Schriften von Napier.
Ab 1624 begann er auf seinen Reisen durch Württemberg als Schulaufseher für die Lateinschulen, das Land neu zu vermessen. Damit ihn dabei andere unterstützen konnten, schrieb er im Jahr 1629 eine Anweisung, wie künstliche Landtafeln zu machen seien. Dabei verwendete er die Methode der geodätischen Triangulation, die einige Jahre zuvor Willebrord Snell erfunden hatte.
Im Jahr 1631 starb der Astronomieprofessor Michael Mästlin, und Schickard wurde zu seinem Nachfolger bestellt. Er hielt von nun an die astronomischen Vorlesungen. Eine seiner wichtigsten Arbeiten betraf die Theorie der Mondbewegung. Zur Berechnung der Mondbahn veröffentlichte er 1631 die Ephemeris Lunaris, mit der man grafisch die Mondstellung am Himmel zu jedem Zeitpunkt bestimmen konnte. Er war überzeugter Anhänger des heliozentrischen Systems und erfand zu seiner Darstellung die erste Planetenmaschine, das auf seinem Porträt von 1631 abgebildet ist. Er korrespondierte neben Kepler mit Astronomen und Wissenschaftlern wie Ismael Boulliau und Pierre Gassendi.
Nach der Schlacht bei Nördlingen 1634 besetzten die kaiserlichen Truppen auch Tübingen, mit ihnen kam die Pest. Im Herbst 1634 starb erst Schickards Mutter an Misshandlungen durch Soldaten, dann starben seine Frau und seine drei Töchter an der Pest, ihm blieb nur sein neunjähriger Sohn. Schickard, der zur Jahreswende selbst an der Pest erkrankte und sich wieder erholte, gelang es, sich mit der Besatzungsmacht zu arrangieren. Im Auftrag von Graf Gronsfeld, der sich für seine mathematischen und mehr noch für seine geodätischen Arbeiten interessierte, führte er von Februar bis Juli 1635 im Gebiet Stuttgart–Herrenberg–Tübingen und im Gebiet Sinzheim–Bruchsal–Pforzheim Vermessungen durch. Mitte Oktober erkrankte er erneut, am 23. Oktober 1635 starb er und wurde am folgenden Tag begraben, sein Sohn am Tag darauf. Sein Nachbar und Patenonkel seiner Kinder, Thomas Lansius, bewahrte den Nachlass mehrere Jahre verschnürt in seinem Keller auf, bis ihn Schickards Bruder Lucas entgegennehmen konnte.

## Ehrungen
Der Mondkrater Schickard wurde bereits 1651 von Giovanni Riccioli auf seiner Mondkarte benannt.

Nachbau des Handplanetariums von Wilhelm Schickard

Die hier abgebildete Skizze der Rechenmaschine findet sich im Schickardschen Skizzenbuch in der Württembergischen Landesbibliothek in Stuttgart. Die Maschine wurde von dem Tübinger Logiker Bruno von Freytag-Löringhoff 1957 rekonstruiert. Rekonstruierte Exemplare können im Tübinger Stadtmuseum, im Computermuseum des Wilhelm-Schickard-Instituts für Informatik in Tübingen und im Arithmeum in Bonn besichtigt werden. Den Mechanismus seiner Rechenmaschine kann man auch im Heinz Nixdorf MuseumsForum (Computermuseum) in Paderborn ausprobieren. Das nach ihm benannte Wilhelm-Schickard-Institut für Informatik befindet sich an der Eberhard Karls Universität Tübingen.
Willhelm Schickard ist Namensgeber der Wilhelm-Schickard-Schule in Tübingen (kaufmännische berufliche Schule) und gilt als einer der Namensgeber des 1962 eröffneten Schickhardt-Gymnasiums in Herrenberg.
Im Jahr 1989 wurde die 1955 gegründete Forschungsgesellschaft für Uhren- und Feingerätetechnik zu Ehren von Wilhelm Schickard und Philipp Matthäus Hahn in Hahn-Schickard-Gesellschaft für angewandte Forschung e. V. (HSG) umbenannt.
Im Technologiepark Karlsruhe gibt es seit 1993 eine Wilhelm-Schickard-Straße.
In Münster gibt es einen Wilhelm-Schickard-Campus im Technologiepark. Dort gibt es auch eine Wilhelm-Schickard-Straße.
Zum 400-jährigen Jubiläum der Erfindung der Rechenmaschine erscheinen eine 20-€-Silbergedenkmünze (siehe Bild) sowie eine 85-Cent-Briefmarke.

## Schriften
- Cometen Beschreibung, Handschrift, Nürtingen 1619 (WLB)
- Hebräisches Rad, 1621; Rota Hebræa, pro facilitate conjugandi pridem inventa, sculpta et explicata, Eberhard Welper, Straßburg 1630 (MDZ); Andreas Oehl, Leipzig 1636 (Google Books, MDZ); 1659
- Horologium Hebræum, Dietrich Werlin, Tübingen 1623; Michael Wachsmann, Leipzig 1625 (Google Books); 1626 (Google Books); Andreas Oehl, Leipzig 1633 (MDZ); 1636 (MDZ); Johann Georg Cotta, Tübingen 1670 (MDZ); 1682 (Google Books)
- Astroscopium, Dietrich Werlin, Tübingen 1623; Rudolph Kautt, Stuttgart 1646 (Google Books, ULB Sachsen-Anhalt); Friedrich Schultes, Nördlingen und Georg Wildeisen, Ulm 1655; 1659 (GDZ); Johann Herbort Kloß, Stuttgart und Leipzig 1698 (Google Books, MDZ)
- בחינת הפירושים Bechinath Happeruschim, Johann Alexander Cellius’ Witwe, Tübingen 1624 (Google Books, dito, dito, MDZ)
- Liechtkugel, darinn auß Anleitung des newlich erschienen Wunderliechts, Johann Alexander Cellius’ Witwe, Tübingen 1624 (SLUB)
- משפט המלך Jus regium Hebræorum e tenebris rabbinicis erutum & luci donatum, Lazarus Zetzner, Straßburg 1625 (Google Books, dito, dito, MDZ); Friedrich Lanckisch, Leipzig 1674 (Google Books, MDZ)
- Der Hebraische Trächter, Tübingen 1627; Der Hebraische Trichter, die Sprach leicht einzugiessen, Gottfried Gross, Leipzig 1629 (UB Frankfurt/Main; namengebend für Harsdörffers Nürnberger Trichter)
- Tarich h. e. Series Regum Persiæ, Dietrich Werlin, Tübingen 1628 (MDZ)
- Kurze Anweisung Wie Künstliche Landtafeln auß rechtem Grund zu machen, Stephan Michelspacher, 1629 (dilibri); Johann Georg Cotta, Tübingen 1669 (Google Books, MDZ, dito, SLUB)
- Beschreibung deß Wunder Zaichens, Dietrich Werlin, Tübingen 1630 (UB Tübingen, WDB)
- Anemographia seu discursus philosophicus de ventis, Tübingen 1631
- Ephemeris Lunaris, 1631
- Grundtlicher Bericht Von den Zwo ROten Neben-Sonnen, Stephan Michelspacher, 1633 (UB Tübingen)
- Purim sive Bacchanalia Judæorum, Dietrich Werlin, Tübingen 1634

### Briefe
- Epistolæ W. Schickarti & M. Berneggeri mutuæ, Josias Städel, Straßburg 1673 (lateinisch; unter Streichung von Stellen, die Anstoß erregen konnten; Google Books, MDZ)
- Friedrich Seck (Hrsg.): Briefwechsel, 2 Bände (Band 1: 1616–1632, Band 2: 1633–1635), Frommann-Holzboog, Stuttgart-Bad Cannstatt 2002, ISBN 3-7728-2162-6